# Giáo điều
Giáo điều, hay còn gọi là tín điều, theo nghĩa rộng là bất cứ niềm xác tín nào không thể nghi vấn. Giáo điều là những nguyên lý mà người ta tiếp thu một cách mù quáng, bằng sự tín ngưỡng, không cần chứng minh, không có phê phán, không chú ý đến những điều kiện ứng dụng nó. Giáo điều cũng để chỉ tư tưởng và hành động tuyệt đối hoá lý luận, coi thường, hạ thấp thực tiễn, hoặc áp dụng lý luận mà không tính tới kinh nghiệm thực tiễn. Giáo điều có thể ở dạng hệ thống chính thức các nguyên lý hay giáo lý của các tôn giáo, như Công giáo, Tin Lành, Do Thái giáo, hoặc là quan niệm của các trường phái triết học, như chủ nghĩa khắc kỷ. Giáo điều cũng bắt gặp trong các hệ thống niềm tin chính trị, như chủ nghĩa cộng sản, chủ nghĩa tiến bộ, chủ nghĩa tự do, chủ nghĩa bảo thủ.
Theo nghĩa tiêu cực, tín điều (còn gọi là giáo điều) đề cập đến những quyết định mang tính thúc ép, tới từ những quyền lực hay lợi ích chính trị lấn át. Mở rộng ra, những người tuân theo các niềm tin này thường sẽ không sẵn sàng tham gia thảo luận một cách có lý trí. Thái độ này, cũng gọi là chủ nghĩa giáo điều, không chỉ liên quan tới niềm tin tôn giáo, mà còn liên quan tới các niềm tin triết học hay chính trị.

## Phân loại
- Giáo điều lý luận: vận dụng lý luận không căn cứ vào những điều kiện thực tiễn cụ thể, vận dụng lý luận mà không hiểu bản chất của lý luận.
- Giáo điều kinh nghiệm: vận dụng kinh nghiệm của ngành khác, người khác, địa phương khác, nước khác vào thực tiễn một cách máy móc, không tính tới những điều kiện thực tiễn lịch sử – cụ thể.

## Nguyên nhân
- Do môi trường xã hội, thể chế chính trị, tập quán, tâm lý xã hội không khuyến khích việc phát triển lý luận thậm chí cản trở lý luận phát triển.
- Do cá nhân, tập thể không có ý thức phát triển lý luận để làm kim chỉ nam cho hành động.
- Do vi phạm nguyên tắc thống nhất giữa lý luận và thực tiễn.
- Do không hiểu sâu sắc lý luận do đó không có khả năng phát triển nó.

## Phòng chống
Mỗi cá nhân, tập thể, cộng đồng luôn coi trọng cả lý luận, cả kinh nghiệm thực tiễn; gắn giáo dục - đào tạo với phát triển kinh tế - xã hội, học phải đi đôi với hành; vận dụng thành tựu của khoa học – công nghệ vào cải tạo chính trị - xã hội; và tăng cường tổng kết thực tiễn.

## Bài liên quan
- Tín điều
- Bệnh kinh nghiệm